# Die Madonna des heiligen Georg (Correggio)
Das letzte von dem italienischen Maler Correggio geschaffene Altarbild Die Madonna des heiligen Georg gehört zum Bestand der Gemäldegalerie Alte Meister in Dresden.

## Bildbeschreibung
„Die Madonna des heil. Georg. In stattlicher Halle, deren runder, reich mit Fruchtkränzen geschmückter Kuppelansatz von zwei steinfarbigen, in den Zwickeln auf dem Gesimse stehenden Engeln getragen wird, thront Maria, etwas verkürzt von unten gesehen, auf hohem Postamente vor dem Rundbogen, durch welchen man in’s Freie hinausblickt. Das nackte Christkind auf ihrem Schoosse streckt seine beiden Aermchen nach der linken Seite aus, wo der heil. Bischof Geminianus sein Kirchenmodell dem Engel abnimmt, während weiter vorn Johannes der Täufer in schmucker Jünglingsgestalt  den linken Fuss auf die Thronstufe setzt und mit der Rechten zum Heiland empor deutet. Rechts steht der Märtyrer Petrus in seinem Mönchsgewande und spricht lebhaft mit den Händen, weiter vorn aber, den linken Fuss auf das Haupt des erlegten Drachens setzend, den linken Arm in die Seite stemmend, halb von hinten gesehen, der jugendliche Ritter Georg, zu dessen Füssen vier nackte Kindergestalten mit seinem Helm und seinen Waffen spielen.“

### Perspektive

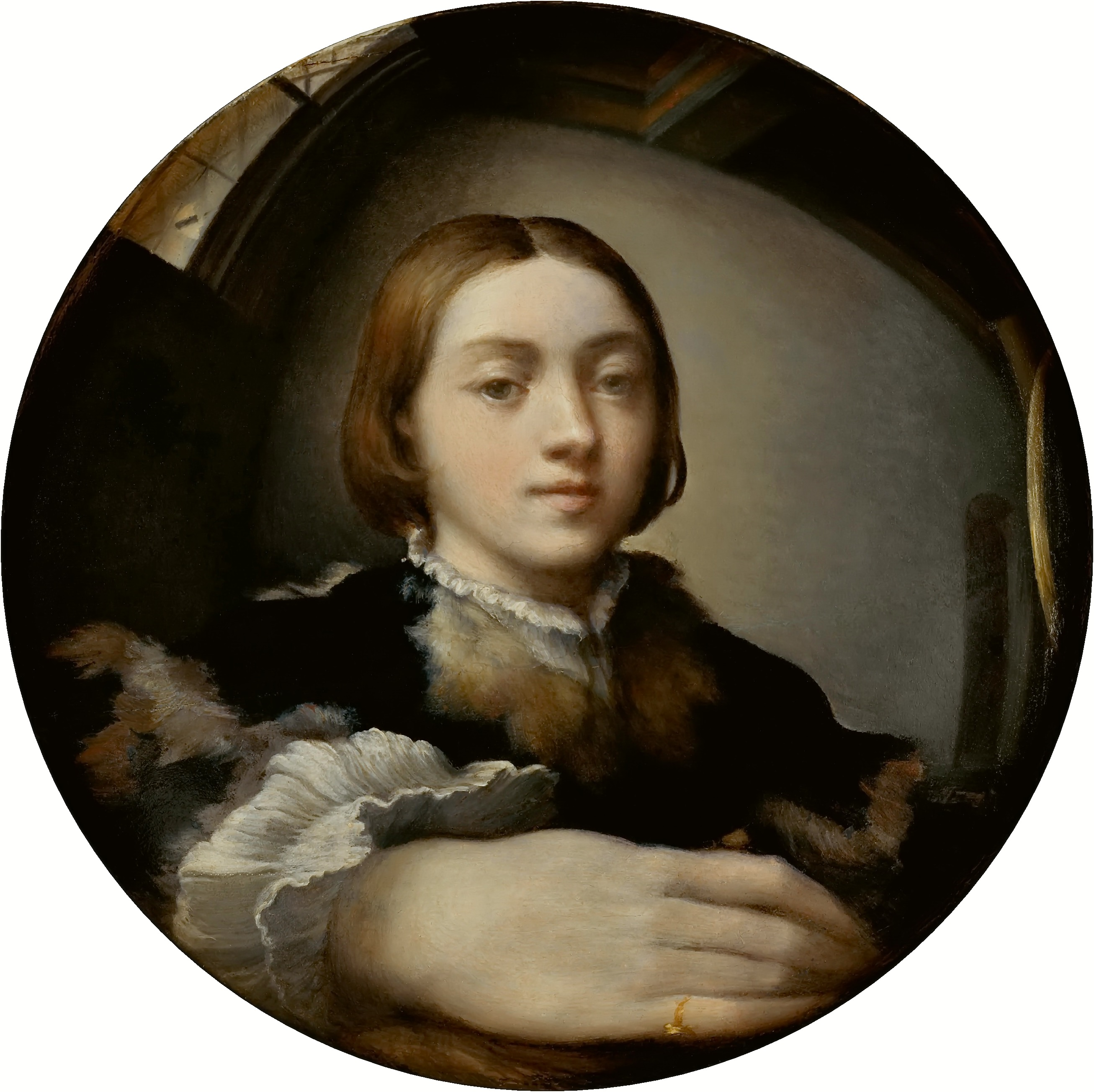
Parmigianino: Selbstbildnis im Konvexspiegel (1523)

Das Bild kann exemplarisch für den  Übergang der Malerei von  der Hochrenaissance zum Manierismus gelten, dessen Raffinesse sich hier vor allem in der Perspektive zeigt.  Correggio stellt hier eine Sacra Conversazione vor, die,  wie mit einem Weitwinkelobjektiv aufgenommen, die traditionellen Perspektiven überwindet und damit zu  einer Überhöhung der auf dem Thron sitzenden Madonna mit dem Kind kommt. Diese Form der Darstellung wie in einem konvexen Spiegel war ein beliebtes Motiv dieser Malereiepoche, deren Ideal die Überwindung des Naturvorbildes zugunsten eines gesteigerten Ausdruckes war.

### Maria mit dem Kind
In der Mitte des Bildes sitzt die Madonna, mit ihrem Kind auf dem Schoß, auf einem Thron. Der Knabe streckt die Ärmchen nach links zum Stadtmodell von Modena aus, da es das wahrscheinlich gerne zum Spielen haben möchte.
Die Füße der Madonna befinden sich auf einem Podest, das genau in der optischen Achse des Bildes angeordnet ist.  Gekleidet ist sie, wie auch in vielen anderen Madonnenbildern,  mit einem blauen Kapuzenmantel über rotem Hemd und mit goldenem Stoffschleier.

### Die Heiligen
Folgende Figuren umsäumen den Thron der Maria (v. l. n. r.)

#### Johannes der Täufer

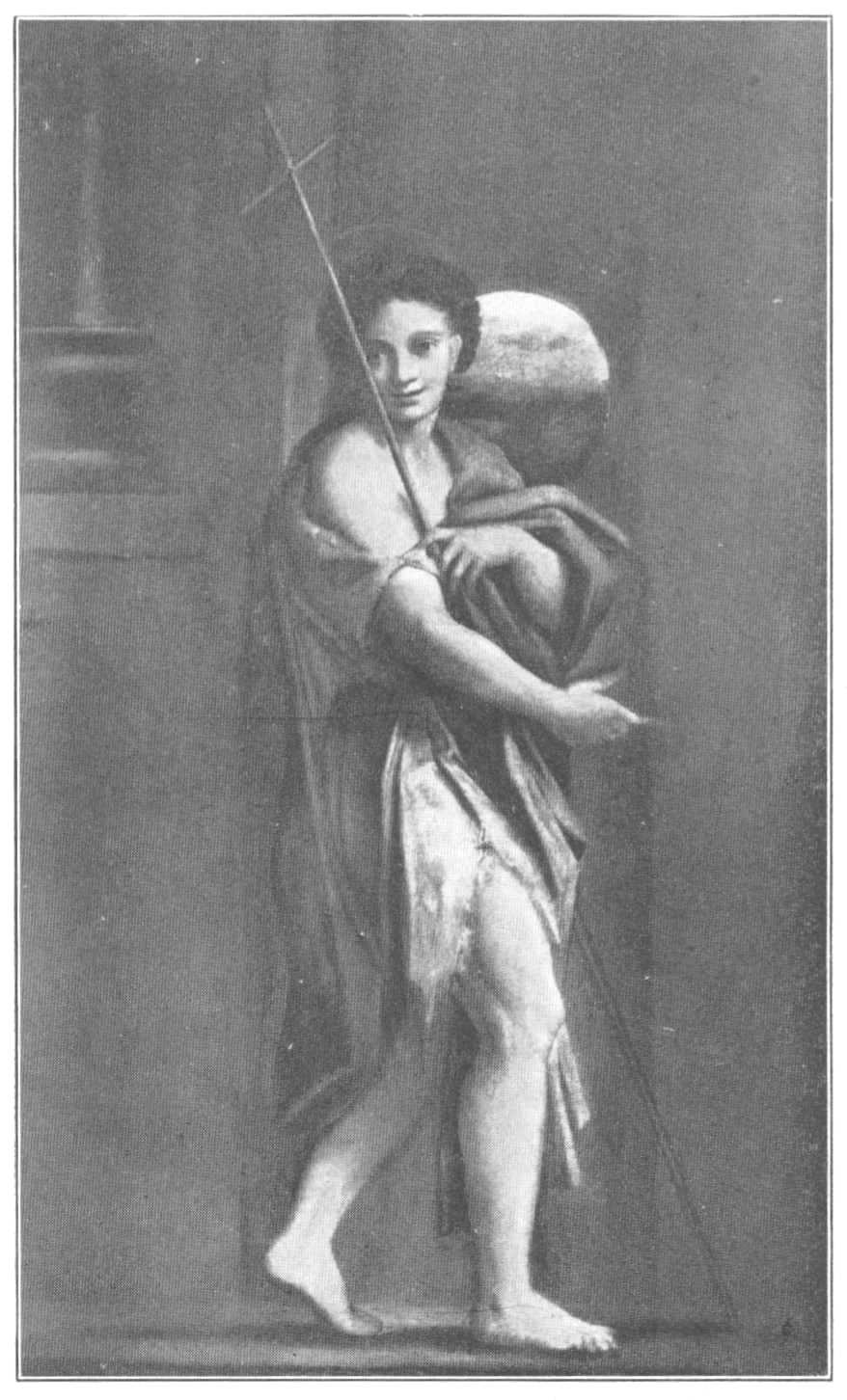
Johannes d. Täufer, Correggio zugeschrieben, aus der Kirche S. della Misericordia in Correggio

Im Gegensatz zu den überlieferten Darstellungen ist Johannes der Täufer hier in einer lieblichen Jugendlichkeit dargestellt, die, wäre er  nicht über seine Attribute (Kreuzstab, Zeigegestus der Hand, Kamelhaarmantel, ungepflegte Barfüßigkeit) zu erkennen, auch als weibliche Figur gedeutet werden könnte. Diese Grenzüberschreitung als Merkmal des Manierismus baut auf die Darstellungen des Täufers als jugendlicher Asket auf, die seit der Frührenaissance vor allem in Italien  nicht unüblich waren.

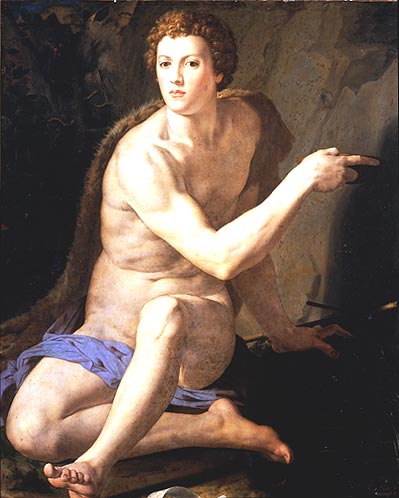
Agnolo Bronzino
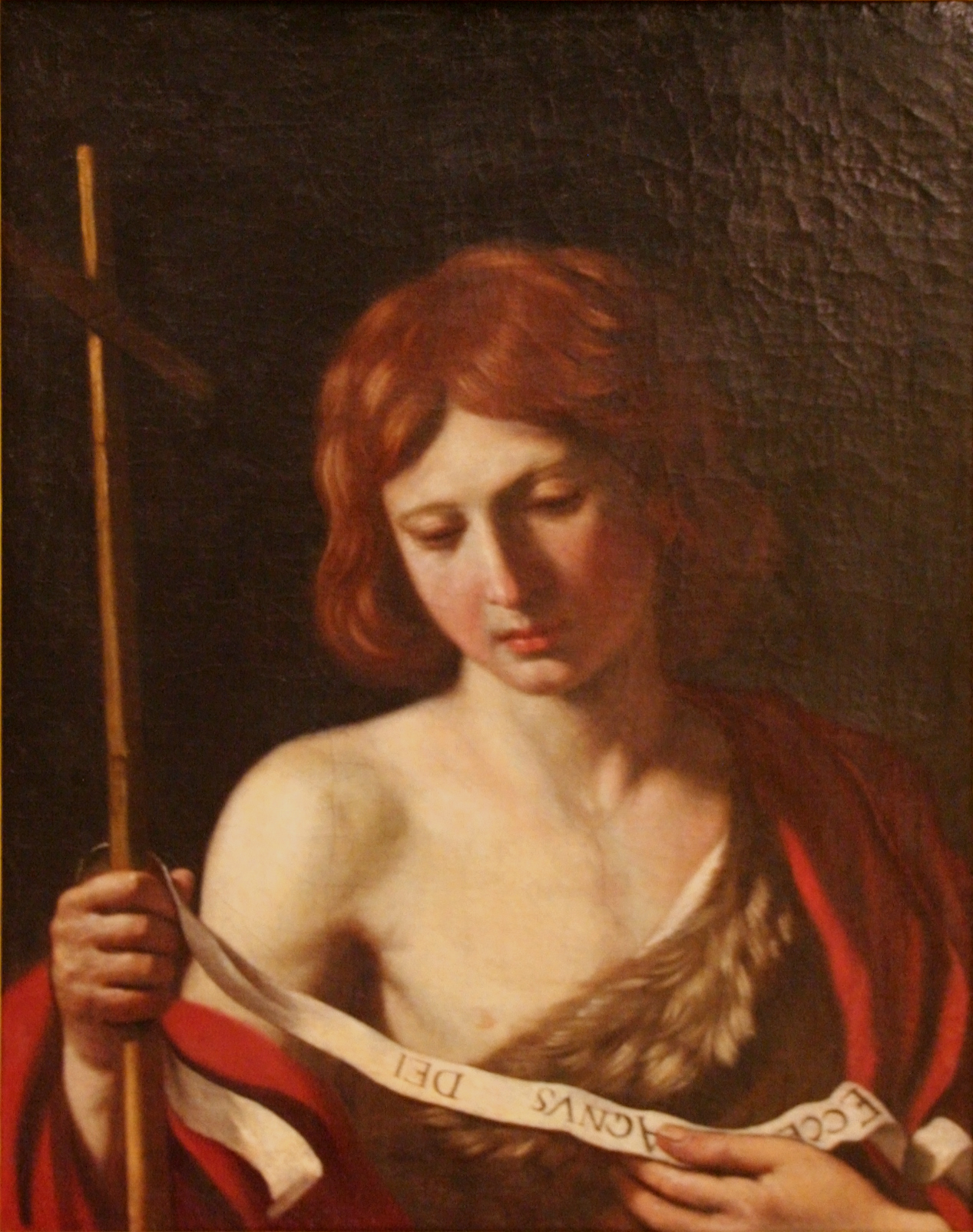
Guercino
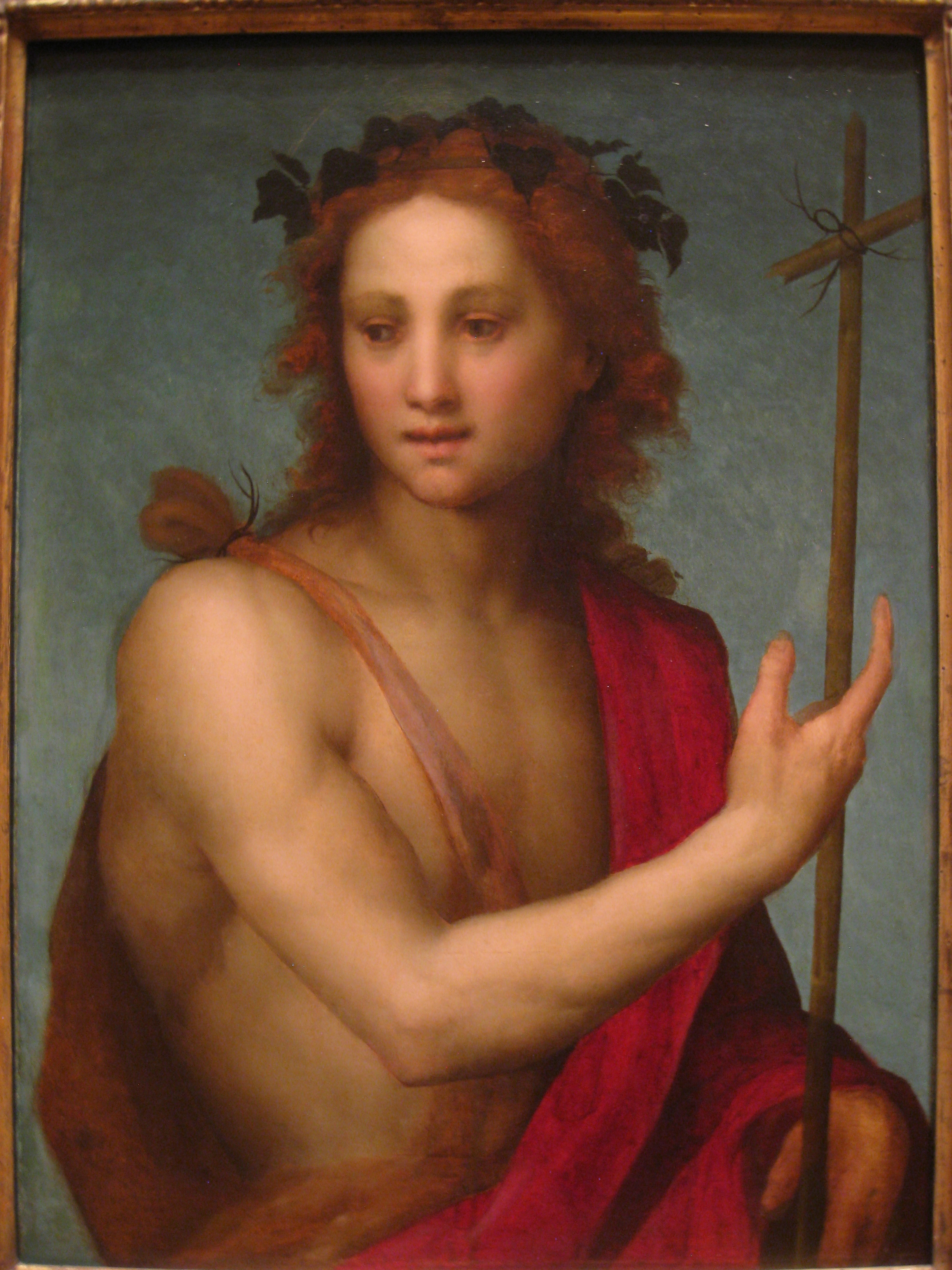
Andrea del Sarto

#### Geminianus von Modena
Der Hl. Geminianus hält das Stadtmodell von Modena, von einem Putto unterstützt, in seinen Händen. Gewandet ist er in seine Kasel, die Krümme  seines Krummstabes könnte hinter dem Kopf des Täufers zu sehen sein.

#### Petrus Martyr

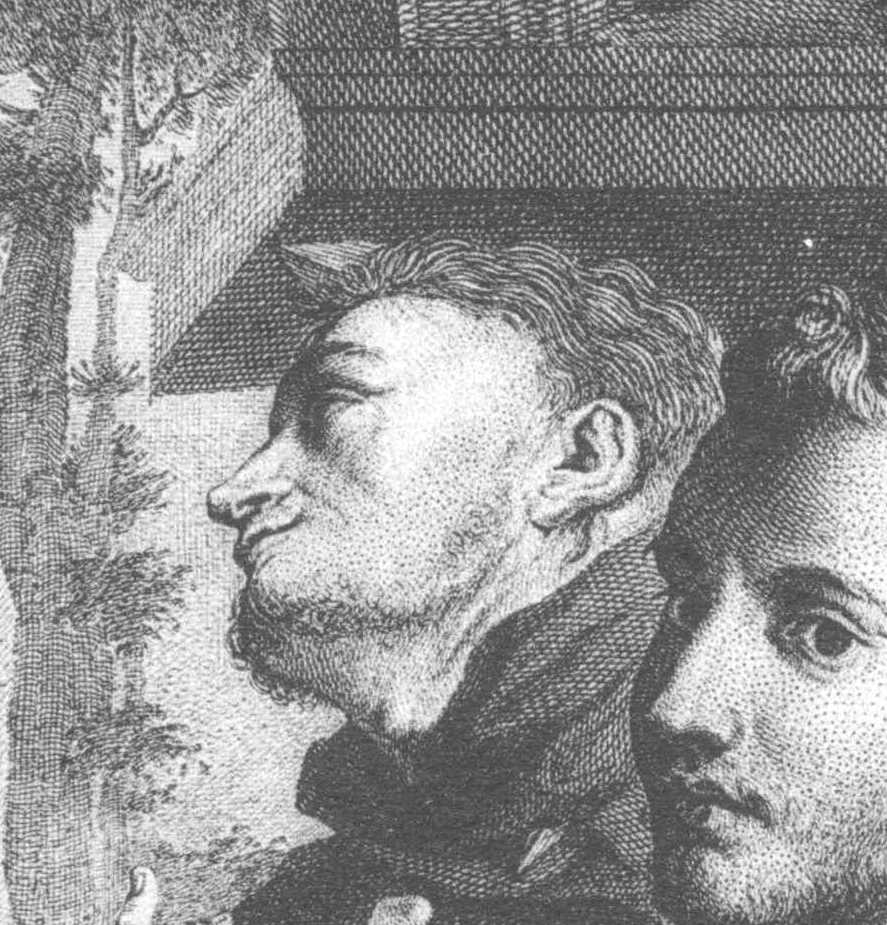
Die Waffe im Kopf des Märtyrers und der Dolch in der Brust (Ausschnitt aus einem Kupferstich, 1750)

Petrus Martyr, der Namensgeber der auftraggebenden Bruderschaft, steht rechts neben dem Thron und blickt mit stark zur Seite geneigten Kopf zur Maria empor, während seine Linke aus dem Bild hinausweist. Gekleidet ist er mit schwarzer Kukulle über weißer Tunika. Seine unnatürliche Kopfhaltung kann mit seinem häufigsten Attribut, einem Messer oder Schwert in klaffender Kopfwunde,  erklärt werden, wobei nur die Spitze dieser Waffe über seiner Stirn  zu erkennen ist.  Mit Hilfe dieses Kunstgriffes war es für Correggio möglich,  eine  direkte Darstellung dieses sichtlich brutalen Attributes zugunsten der heiteren und lichten Szenerie vermeiden. Ein weiteres Attribut, der in der Brust steckende Dolch, ist ebenfalls nur schwer zu erkennen.

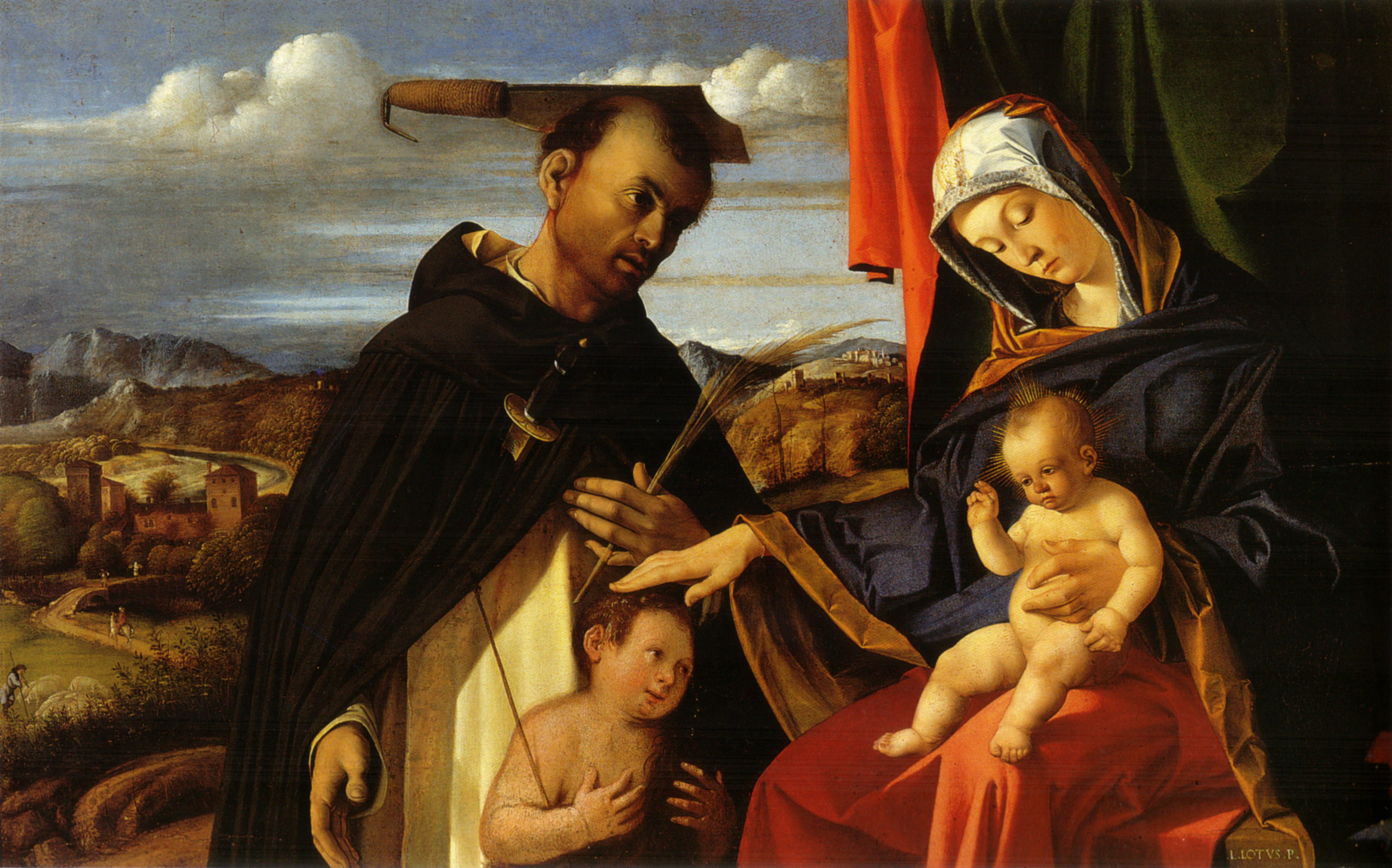
Lorenzo Lotto
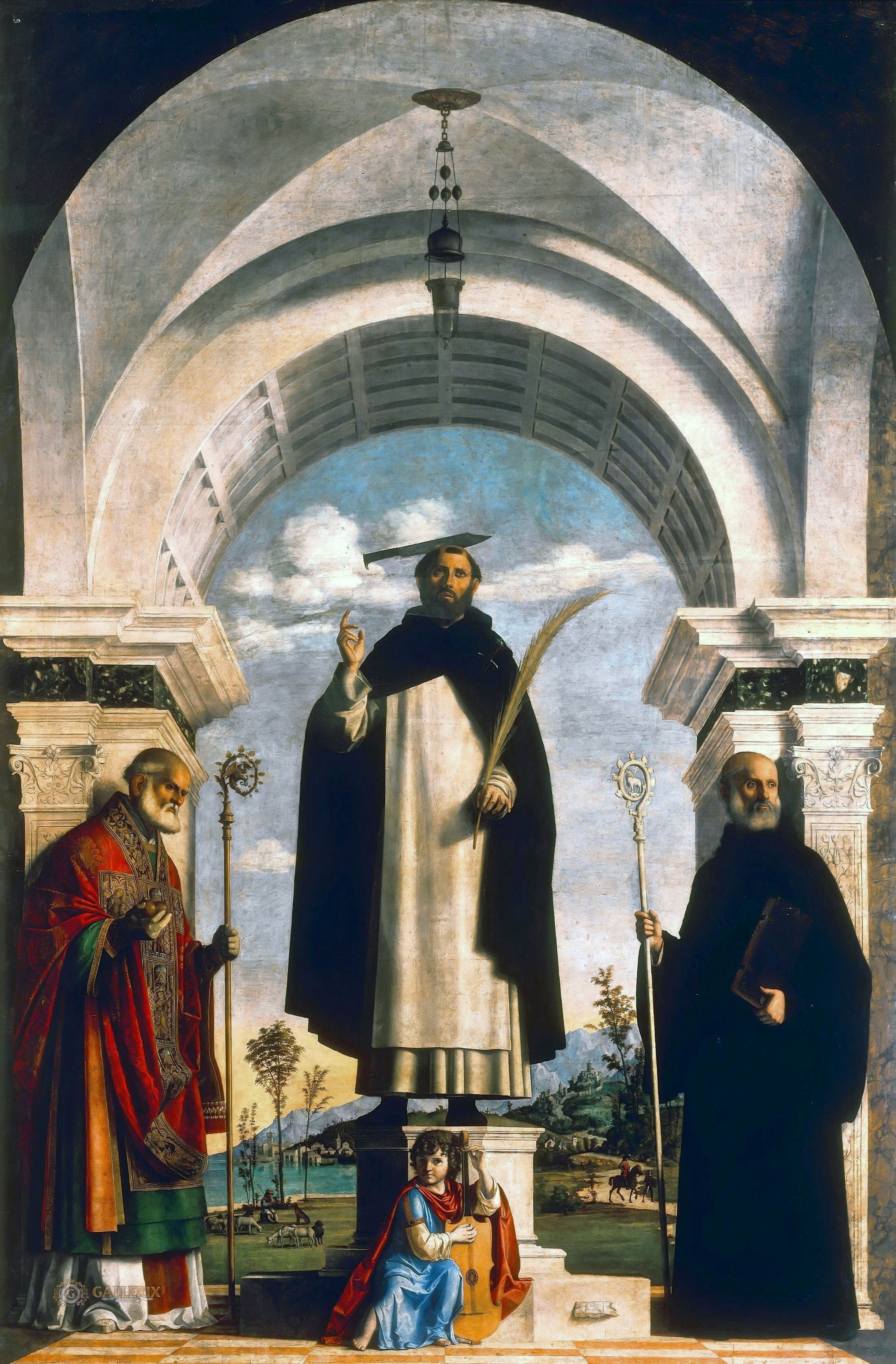
Cima da Conegliano
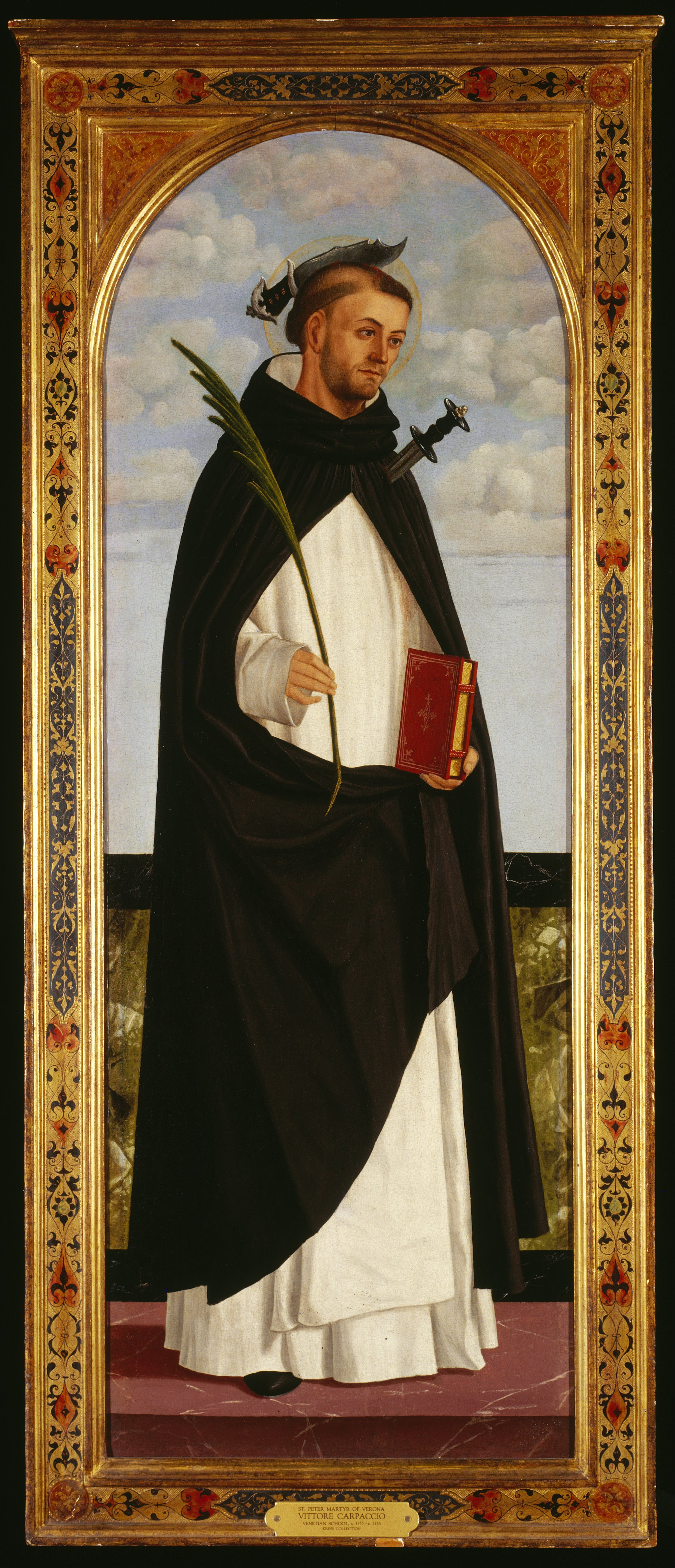
Vittore Carpaccio

#### Georg
Der heilige Georg, in der Rüstung eines römischen Offiziers, blickt mit Siegerpose ins Publikum, sein linkes Bein hat er auf den abgeschlagenen Kopf des Drachen gestützt. Sein Beinzeug besteht aus Leder, seine Schuhe tragen Sporen.

### Die Putti
Die im Vordergrund spielenden Putti sind der Literatur nach einem antiken Motiv angelehnt, dass der Maler Aëtion anlässlich der Vermählung Alexanders des Großen mit Roxane geschaffen hatte. Lukian hatte das Bild und die dargestellten Amoren zweihundert Jahre  später wie folgt beschrieben:

„. . . Auf einer andern Seite des Bildes spielen Amoren mit Alexanders Waffen; zwei derselben tragen seine Lanze, und geberden sich dabei wie Zimmerleute, wenn sie einen schweren Balken auf den Schultern haben: ein andres Paar zieht einen Dritten, der den König selbst vorstellt, wie auf einem Wagen, auf seinem Schilde heran, den sie an den Handhaben gefaßt halten. Noch ein Anderer ist in den rückwärts liegenden Panzer gekrochen, wo er zu lauern scheint, um das letztere Paar, wenn es in seine Nähe käme, zu erschrecken.
. . .  Uebrigens ist dieses Beiwerk nichts weniger als bloßes müßiges Spiel des Künstlers: Aëtion wollte damit Alexander’s Liebe zu kriegerischen Thaten andeuten, die ihn über der schönen Roxane der Waffen nicht vergessen ließ. –“

Der Maler Sodoma, ein Zeitgenosse Correggios, hat diese Szene in einem Fresko in der Villa Farnesina in Rom darzustellen versucht.

## Provenienz

Vorskizze zum Gemälde, [https://skd-online-collection.skd.museum/Details/Index/1023140 farbig

Das Gemälde wurde im Auftrag der Bruderschaft San Pietro Martire in Modena 1530/1532 geschaffen. Obwohl die Bruderschaft sehr besorgt um das Bild war, konnte sie sich doch dem Drängen  des Herzogs Francesco I. d’Este nicht widersetzen, der das Bild im Jahre 1649 für seine Gemäldegalerie forderte. Als Entschädigung bot er eine Kopie von Guercino komplett mit Rahmen nebst einem fürstlichen Geschenk. Aus der herzoglichen Galerie in Modena  gelangte es zusammen mit weiteren 100 Gemälden 1746 nach Dresden.